# Titularbistum Arbanum
Arbanum (ital.: Arbano) ist ein Titularbistum der römisch-katholischen Kirche.
Es geht zurück auf ein früheres Bistum im heutigen Albanien. Es gehörte der Kirchenprovinz Durrës an.
| Titularbischöfe von Arbanum |                     |                                                            |                  |                 |
| Nr.                         | Name                | Amt                                                        | von              | bis             |
| 1                           | Pedro Torres        | Weihbischof in Cassano all’Jonio (Königreich Neapel)       | 27. August 1540  |                 |
| 2                           | Giuseppe Perniciaro | Weihbischof in Piana dei Greci (Italien)                   | 26. Oktober 1937 | 12. Juli 1967   |
| 3                           | Jules Harlé         | Weihbischof in Arras, Boulogne und Saint-Omer (Frankreich) | 12. Oktober 1970 | 24. Januar 1999 |
| 4                           | Erminio De Scalzi   | Weihbischof in Mailand (Italien)                           | 11. Mai 1999     |                 |